# Donum vitae (Instruktion)
Donum vitae, Instruktion über die Achtung vor dem beginnenden menschlichen Leben und die Würde der Fortpflanzung ist ein theologisches Dokument, das am 22. Februar 1987 von der Kongregation für die Glaubenslehre unter dem Vorsitz Joseph Kardinal Ratzingers herausgegeben wurde. Sie vertieft die gültigen und verbindlichen Positionen der katholischen Kirche in Bezug auf Lebensschutz, Schwangerschaftsabbruch, künstliche Befruchtung und pränatale Diagnostik.
Nach Donum vitae (Geschenk des Lebens) wird das Kind vom ersten Augenblick seines Daseins an – mit der Verschmelzung von Ei- und Samenzelle – als Person definiert, somit erhält der Embryo die gleichen Personenrechte wie das Neugeborene und Menschen jeden Lebensalters. Sein Recht auf Leben ist zu achten und zu schützen, es ist unverletzbar und stellt einen grundlegenden moralischen Wert dar.
Vorgeburtliche Untersuchungsmethoden sind als „in schwerwiegender Weise im Gegensatz zum Moralgesetz“ stehend anzusehen, insofern sie die Möglichkeit des Schwangerschaftsabbruches in Erwägung ziehen. Eine Diagnose, die das Bestehen einer Missbildung oder einer Erbkrankheit anzeige, dürfe nicht gleichbedeutend mit einem Todesurteil sein.
Teil II der Instruktion beschäftigt sich mit der Abwägung von Eingriffen in die menschliche Fortpflanzung in ethischer und moralischer Hinsicht und behandelt dabei neben der Leihmutterschaft sowohl die homologe als auch die heterologe künstliche Befruchtung. Auch wenn anerkannt wird, dass Sterilität und der unerfüllte Wunsch nach einem Kind Leid für die Eheleute bedeuten können, sieht die Kirche in diesen Techniken „die Zeugung der menschlichen Person objektiv der ihr eigenen Vollkommenheit beraubt: nämlich Zielpunkt und Frucht eines ehelichen Aktes zu sein, durch den die Eheleute ‚im Schenken des Lebens an eine neue menschliche Person zu Mitarbeitern Gottes‘ werden“. Daher sei der Liebesakt in der Ehe als der einzigen der menschlichen Fortpflanzung würdige Ort anzusehen und letztendlich bleibe aus diesem Grund auch die homologe künstliche Befruchtung „eine moralisch unerlaubte Technik, weil sie die menschliche Fortpflanzung der ihr eigenen und naturgemäßen Würde beraubt“. Die heterologe künstliche Befruchtung wiederum widerspreche der Würde der Eheleute und der Lehre, der zufolge die Zeugung von Kindern an die Ehe gebunden sei. Daher verletze diese Form der künstlichen Befruchtung „die Einheit der Ehe, der Würde der Eheleute, der den Eltern eigenen Berufung und dem Recht des Kindes, in der Ehe und durch die Ehe empfangen und zur Welt gebracht zu werden.“
Der dritte Teil der Instruktion befasst sich mit Fragen der Moral im Zusammenhang der staatlichen Gesetzgebung.